# Dumre
Dumre är en platå i Albanien. Den ligger i den centrala delen av landet, 40 km söder om huvudstaden Tirana.
Trakten runt Dumre består till största delen av jordbruksmark. Runt Dumre är det ganska tätbefolkat, med 192 invånare per kvadratkilometer.